# Ліно Альдані
Ліно Альдані (італ. Lino Aldani; 29 березня 1926, Сан-Чипріано-По — 31 січня 2009, Павія) — провідний італійський письменник-фантаст, один із засновників сучасної італійської фантастики. Його твори були переведені на 16 мов.

## Біографія
Народився в Сан-Чипріано-По. Батьки його жили в Римі, але мати поїхала народжувати на свою батьківщину. Вже у віці 40 днів його перевезли в Рим. Під час війни разом з батьками 14 місяців прожив на батьківщині.
 Працював викладачем математики в Римі. У 1957 році одружився. У 1964 році у них народилася дочка Електра.

## Творчість

### Початок творчості
Ще у післявоєнні роки під впливом Сартра (якого полюбив на все життя) написав екзистенціалістській роман про колишнього партизана, який звикає до мирного життя: це була перша літературна проба, ніколи не опублікована.
У 1960 дебютував оповіданнями в журналі фантастики «Oltre il cielo» під псевдонімом Н. Л. Джанда (N. L. Janda). Ці оповідання було перекладено багатьма мовами. У 1962 році вийшла його книга про жанр наукової фантастики в італійській літературі (італ. La fantascienza). Це була перша в Італії літературна праця про фантастику. У 1963 році разом із Массімо Ло Джаконо і Джуліо Райолою заснував журнал фантастики «Футуро». Усього вийшло 8 чисел журналу. Але наступного року журнал закрили через банкрутство дистриб'ютора.
Після закриття журналу Альдані публікувався рідко. Деякі його оповідання цього часу були раніше перекладені й надруковані іншими мовами (у тому числі російською), ніж опубліковані в Італії.
У 1968 році він повернувся до себе на батьківщину разом із дружиною й прожив там усю решту життя. Працював шкільним учителем. У 1975 році вийшов на пенсію. У різні роки його обирали мером міста Павії.

### Повернення в літературу
Повернення Альдані в наукову фантастику відбулося в 1976 році з оповіданням «Візит до отця» (італ. Visita al padre). У наступному році опублікував перший і найбільш вдалий зі своїх романів «Пошук витоків» (італ. Quando le radici), який він писав 10 років. У ньому описаний переїзд Арно, («alter ego» Альдані), з Рима в Сан-Чипріано-За, але місцем дії обрана антиутопічна Італія майбутнього.
У своєму наступному романі «Затемнення 2000» (італ. Eclissi 2000) Альдані виражає власні погляди на політику: він вважає, що в ній немає місця чесності. Дія відбувається на космічному кораблі «Мати Земля». Роман «Під знаком білого місяця» (італ. Nel segno della luna bianca), написаний у співавторстві з Даніелою П'єгаї, у стилі фентезі.
У вересні 2008 в Альдані з'явилися перші симптоми хвороби легенів, яка виявилася невиліковною. Він помер у лікарні міста Павія в ніч із 30 на 31 січня 2009 року.